# Carex nigra
Carex nigra là một loài thực vật có hoa trong họ Cói. Loài này được (L.) Reichard mô tả khoa học đầu tiên năm 1778.

## Hình ảnh

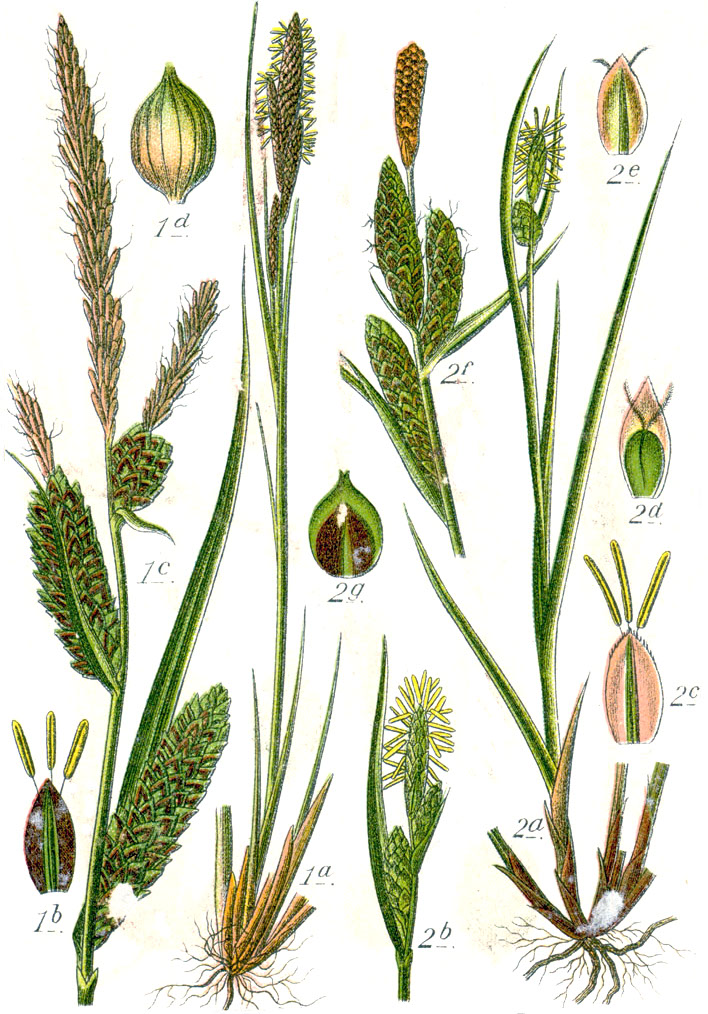
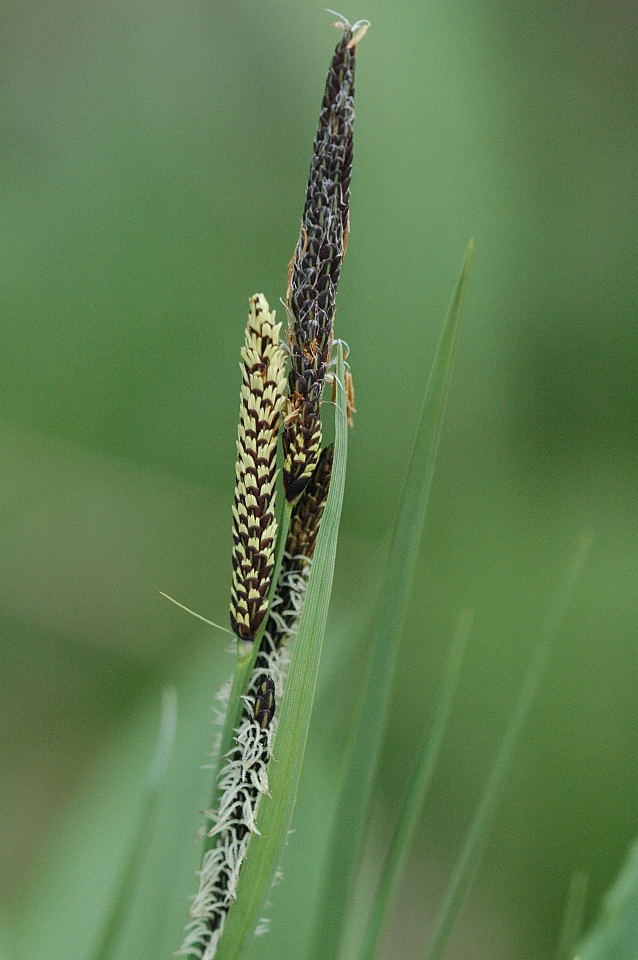
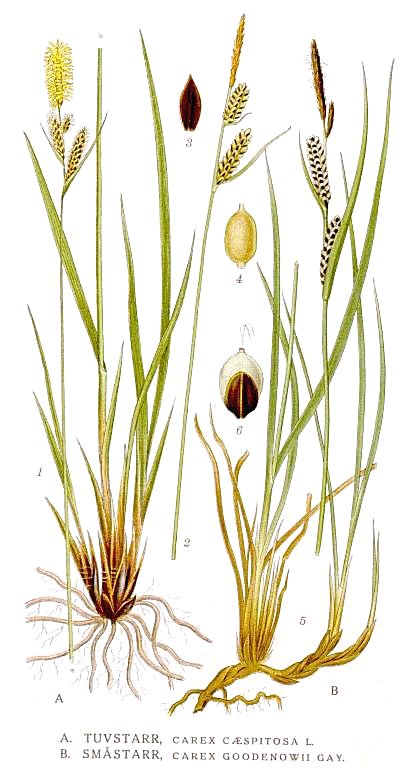
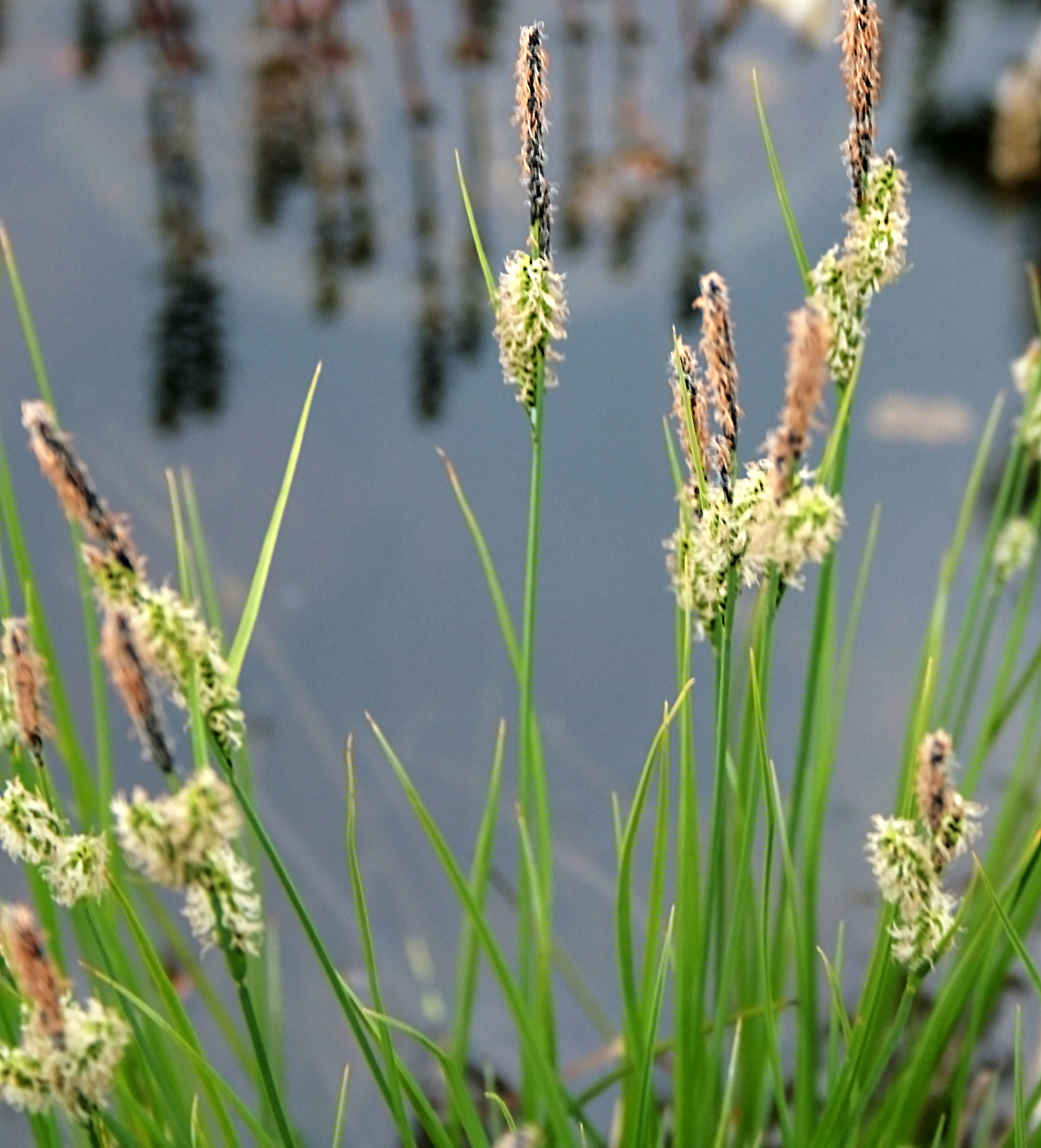